# Louis Colombani
Pour les articles homonymes, voir Colombani.
Louis Colombani, né le 5 mai 1931 à Toulon et mort le 29 janvier 2024 sur l'ile de Minorque, est un homme politique français.

## Biographie
En désaccord avec le maire sortant de Toulon François Trucy, Louis Colombani présente une liste dissidente aux élections municipales de 1995, qui recueille 9,61 %.
Faisant face notamment aux velléités de candidature de Yannick Chenevard et à celle effective de Philippe Goetz, il est battu par Robert Gaïa aux élections législatives de 1997.
Louis Colombani meurt le 29 janvier 2024 sur l'ile de Minorque à l'âge de 92 ans.

## Détail des fonctions et des mandats
Mandat parlementaire
- 23 juin 1988 - 21 avril 1997 : député de la deuxième circonscription du Var

Mandats locaux
- 20 mars 1977 - 11 juin 1995 : conseiller municipal de Toulon
- mars 1983 - 11 juin 1995 : adjoint au maire de Toulon
- À partir de 1983 : conseiller régional de Provence-Alpes-Côte d'Azur
- Vice-président du conseil régional de Provence-Alpes-Côte d'Azur